# Удварди, Миклош
Миклош Дежё Ференц Удварди (англ. Miklos Udvardy, венг. Udvardy Miklós Dezső Ferenc; 23 марта 1919, Дебрецен — 27 января 1998, Сакраменто (Калифорния)) — американский учёный венгерского происхождения, биогеограф, зоолог, орнитолог, эколог. Профессор. Доктор биологических наук (1942).

## Биография
Выпускник Дебреценского университета. После окончания университета, работал в различных научных учреждениях Венгрии.
В 1948 году эмигрировал из Венгрии, работал в университете Хельсинки в Финляндии, в 1950 году переехал в Швецию в Упсалу. Позже был куратором отдела морских беспозвоночных Шведского музея естественной истории в Стокгольме.
В 1951 году переехал в Канаду. где занял кафедру зоологии в Университете Британской Колумбии в Ванкувере. Читал лекции по сравнительной анатомии и орнитологии до 1966 года.
В 1958—1959 был приглашенным профессором Гавайского университета, в 1963—1964 — преподаватель орнитологии в Калифорнийский университет в Лос-Анджелесе. Позже, в качестве приглашённого профессора читал лекции в университете Бонна (Германия) и по программе Фулбрайта в Национальном автономном университете Гондураса.
С 1967 до выхода на пенсию в 1991 году — профессор биологических наук в университете штата Калифорния в Сакраменто.
Умер от осложнений после хирургической операции в больнице Сакраменто (Калифорния).

## Научная деятельность
Научный интерес — общие вопросы зоогеографии, включая биогеографические основы планирования охраняемых территорий. Предложил принятую ЮНЕСКО схему биогеографического районирования Земли, в которой в природоохранных целях установил 8 единых флоро-фаунистических королевств для суши и континентальных вод: Палеарктическое, Неоарктическое, Афротропическое, Восточное (Индо-Малайское), Австралийское, Неотропическое, Антарктическое и Океанийское, включающих 227 биогеографических провинций.
Исторически, зоологи и ботаники разрабатывали различные системы классификации, принимающие во внимание мировые сообщества растений и животных. Две мировые системы классификации, наиболее часто используемые сегодня, были обобщены Миклошем Удварди в 1975 году.
Поверхности суши Земли он предложил разделить на восемь биогеографических областей (ранее называемые королевствами, теперь называемые WWF экозонами), которые представляют основные наземные сообщества растений и животных. Система биомов классифицирует мир на типы экосистем (например, леса, луга и т. д.), основанные на климате и растительности. Каждая биогеографическая область содержит несколько биомов, и каждый из биомов находится в нескольких биогеографических областях. Система биогеографических провинций была разработана с целью определения конкретных географических районов в каждой биогеографической области, которые имеют последовательный тип биома, и разделяют отдельные сообщества растений и животных. Система WWF представляет собой дальнейшее совершенствование системы биомов (который WWF называет «основными видами среды обитания»), биогеографических царств, и биогеографических провинций (схема WWF разделяет большинство биогеографических провинций на несколько более мелких экорегионов).
Автор 191 научных статьи, 8 книг и 3 карт, в основном, в области орнитологии, биогеографии и классификации растительности.

## Основные труды
- Dynamic zoogeography with special reference to land animals. — N. Y. : Van Nostrand Reinhold, 1969. — xviii, 455 p.
- A classification of the biogeographical provinces of the World // International Union for Conservation of Nature and Natural Resources : Occasional Papers. 1975. N. 18. P. 5-47.
- The riddle of dispersal : dispersal theories and how they affect vicariance biogeography // Vicariance biogeography : a critique / eds G. Nelson., D.E. Rosen. N. Y. : Columbia Univ. Press, 1981. P. 6-29.
- The IUCN/UNESCO system of biogeographic provinces in relation to the biosphere reserves // 1st Intern. Biosphere Reserve Congr., Minsk, 26 Sept. — 2 Oct., 1983. Paris, 1984. Vol. 1. P. 16-19.